# Mohylníky u Malovic
Mohylníky u Malovic jsou dvě pravěká mohylová pohřebiště u Malovic v okrese Tachov. Tvoří je dvě oddělené skupiny mohyl, z nichž jedna se nachází asi jeden kilometr jižně od Malovic v místech s pomístním názvem K Valečkovu mlýnu. Druhá skupina mohyl leží asi 1,9 kilometru od vesnice severně od železniční trati mezi zastávkami Blahousty a Trpísty. Obě pohřebiště jsou chráněná jako kulturní památka ČR. Předměty získané archeologickým výzkumem jižního pohřebiště jsou uložené v muzeu ve Stříbře.

## Jižní pohřebiště
Pohřebiště jižně od vesnice bylo částečně prozkoumáno již v sedmdesátých letech devatenáctého století. Průzkum pěti mohyl tehdy prováděl majitel panství, hrabě Kinský. Na jeho výzkumy v roce 1933 navázal Otto Eichhorn, který prozkoumal jednu dříve narušenou mohylu, a v sedmdesátých letech dvacátého století proběhlo geodetické zaměření lokality. Na základě výzkumů bylo možné lokalitu zařadit do střední a mladší doby bronzové.
Zdejší mohyly ze starší doby bronzové jsou charakteristické kostrovým uložením, zatímco v mladším období byli mrtví spalováni. Popel se zbytky kostí byl potom rozsypán do plochy o velikosti těla, nebo umístěn v nádobě zapuštěné do terénu. Z prozkoumaných mohyl je vzhledem k rozdílné výbavě patrná sociální diferenciace společnosti. Z lépe vybavených hrobů pochází nálezy bronzových, jantarových nebo i zlatých šperků, dýk a výjimečně i mečů.
Na lokalitě se nachází téměř třicet mohyl tvořených vnitřní kamennou konstrukcí s pohřební komorou a hliněným zásypem, který se opírá o obvodový kamenný věnec. Otto Eichhorn prozkoumal jednu z největších mohyl ze střední doby bronzové, která má průměr dvanáct metrů a výšku dva metry. Obvodový kamenný věnec široký osmdesát centimetrů se dochoval do výšky padesáti centimetrů. Uvnitř mohyly byl devadesát centimetrů vysoký kužel s pohřební komorou. Druhá pohřební komora se nejspíše nacházela u jižního okraje mohyly.

## Severní pohřebiště
Menší severní pohřebiště tvoří skupina asi dvaceti mohyl na okraji lesa. Mohyly mají většinou kruhový půdorys, výšku 02, až 1,1 metru a průměr od šesti do 12,5 metru.